# Rimma Szturm de Sztrem

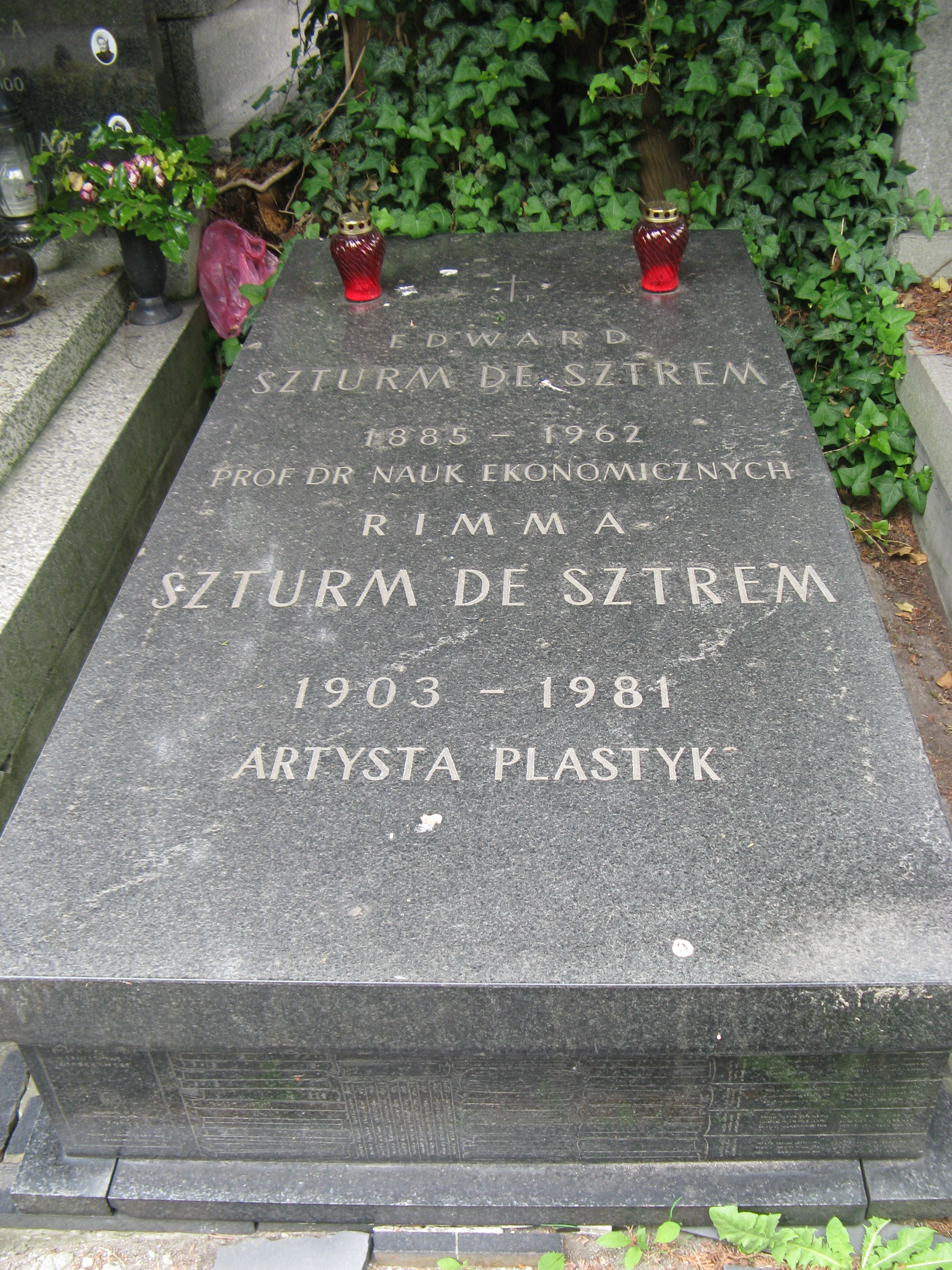
Grób Rimmy Szturm de Szterm na cmentarzu Powązki Wojskowe

Rimma Szturm de Sztrem z d. Dawydow (ur. 15 grudnia 1903 w Jekaterinodarze, zm. 23 grudnia 1981) – polska malarka i graficzka.

## Życiorys
W 1936 ukończyła studia w Szkole Nauk Politycznych w Warszawie i rozpoczęła naukę malarstwa. Przez pewien czas pracowała w Głównym Urzędzie Statystycznym, gdzie poznała i zaprzyjaźniła się z Jadwigą Witkiewiczową, żoną Witkacego. W 1938 wstąpiła do stołecznej Akademii Sztuk Pięknych. Kształciła się pod kierunkiem Tadeusza Pruszkowskiego.
W 1939 wyjechała z mężem do Francji a w 1940 pracowała w polskiej pracowni Józefa Pankiewicza w Paryżu. W 1942 Szturmowie przenieśli się do Wielkiej Brytanii i zamieszkali w Londynie. W 1944 miała tam wystawę indywidualną. Swoje prace pokazywała również na ekspozycjach Hampstead Artists Council. W latach 1944–1946 uczestniczyła w pokazach „London Group” w Royal Academy. Ponadto wzięła udział w najgłośniejszej polskiej wystawie podczas wojny. Była to ekspozycja zorganizowana przez The Society of Polish Artists in Great Britain w salach The Allied Circle w Londynie. Udostępniona do zwiedzania od 19 stycznia do 2 lutego 1944. Swój dorobek powstały po 1939 oprócz niej zaprezentowała dwudziestka artystów m.in. Henryk Gotlib, Rajmund Kanelba, Janina Konarska, Bronisława Michałowska, Józef Paweł Natanson, Helena Okołowicz, Piotr Potworowski, Feliks Topolski i Aleksander Żyw. Należała do ugrupowania artystycznego – Artists' International Association.
W listopadzie 1946 wróciła z mężem do kraju. Jeszcze w tym samym roku wstąpiła do Związku Polskich Artystów Plastyków. Brała udział w wystawach okręgowych i ogólnopolskich ZPAP. W 1947 zorganizowano jej indywidualną wystawę w siedzibie SARP-u w Warszawie. W tym samym roku wzięła udział w „Salonie warszawskim” otwartym w Muzeum Narodowym oraz miała pokaz swoich akwarel w Klubie Architektów w Nowym Jorku. Ponadto wystawiała m.in. w Centralnym Biurze Wystaw Artystycznych w Warszawie w 1955, na pokazie „Otwarte drzwi” w Pomarańczarni w 1963, oraz „Warszawa w sztuce” w Zachęcie i radomskiej Jubileuszowej XX Ogólnopolskiej Wystawie Plastyki w 1965.
Po śmierci została pochowana na cmentarzu Wojskowym na Powązkach w Warszawie. Kwatera IIB 30-1-21.

## Życie prywatne
Jej mężem był Edward Szturm de Sztrem – ekonomista i statystyk, profesor SGPiS. Poznała go w GUS, gdzie oboje pracowali.

## Twórczość

### Malarstwo
- Jesień w Brwinowie, 1937
- Grający w karty, 1937
- Droga do Brwinowa, ok. 1955
- Kopalnia, 1962
- Domy przedmieścia, 1964

### Grafika
- Schronisko na Przechybie, ok. 1939
- Przełom Dunajca, 1963

## Uwaga
1. ↑  Niektóre źródła podają błędnie, że zmarła w 1982. Na nagrobku jako rok śmierci widnieje 1981.